# 34855 Annaspektor
34855 Annaspektor este o planetă minoră (asteroid) din centura de asteroizi. A fost descoperită pe 14 octombrie 2001 la Experimental Test Site⁠(d) de Lincoln Near-Earth Asteroid Research. 
Obiectul prezintă o orbită caracterizată de o semiaxă mare de 2,2923575 UAi, o excentricitate de 0,15, o înclinație de 6,48848 ° în raport cu ecliptica.